# Brománc

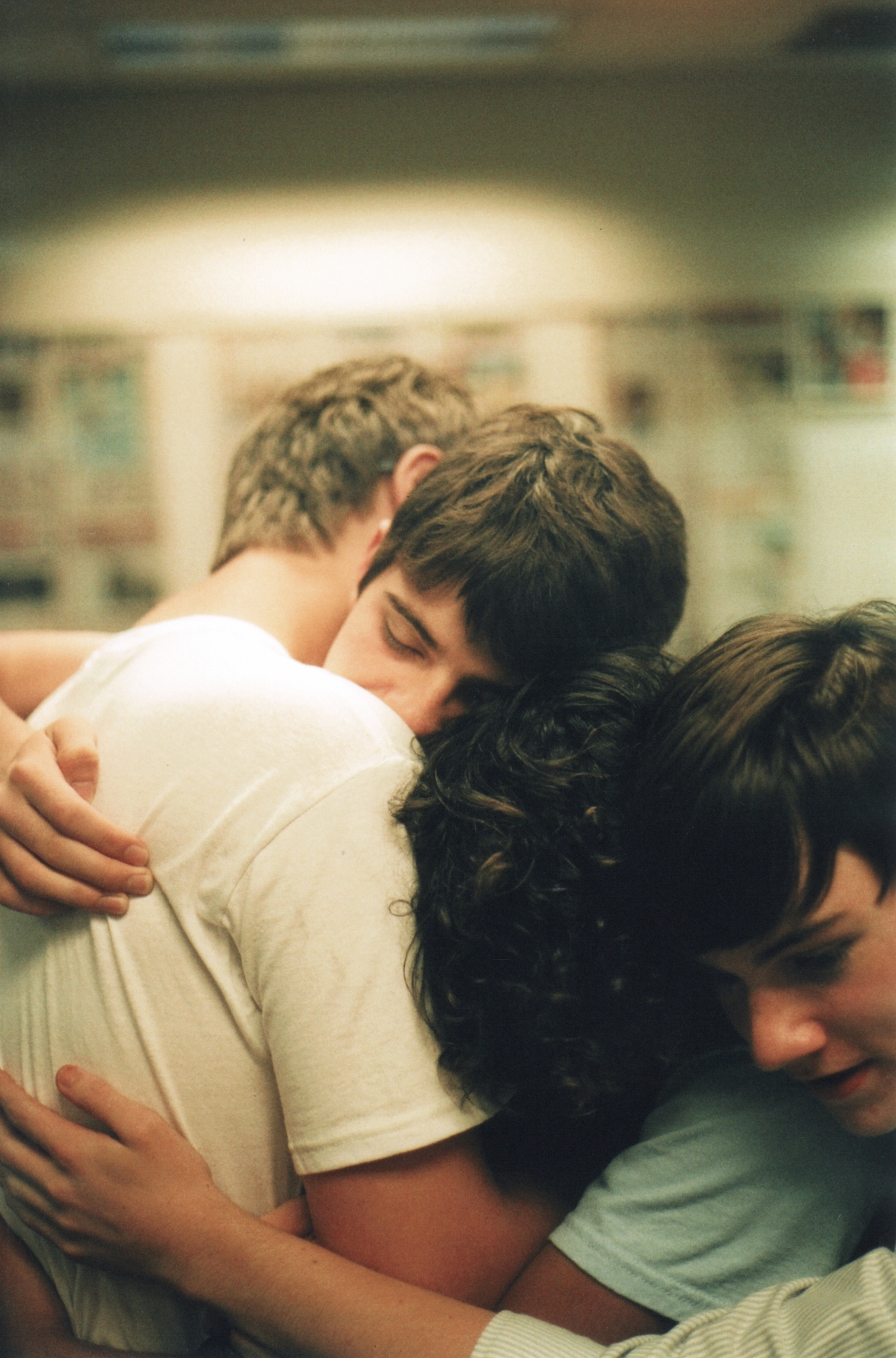
A bromantikus férfiak nem szégyellik az érzéseiket

A brománc, angolul bromance a Merriam-Webster szótár megfogalmazása szerint „szoros, nem szexuális jellegű barátság férfiak között”. A kifejezés az angol brothers (testvérek) és romance (románc) szavak összerántásával keletkezett, a kifejezést először valószínűleg a Big Brother című amerikai gördeszkás magazin egyik szerkesztője használta, egymással sok időt eltöltő görkorcsolyázó fiatal férfiak szoros barátságának leírására.

## Jellegzetességei
A brománc általában nőtlen, heteroszexuális férfiak közötti szoros barátság, ami házasságkötés után is megmaradhat. Az egymással bromantikus kapcsolatot ápoló férfiak valamilyen közös érdeklődési körrel rendelkeznek (például kosárlabda, labdarúgás stb.) és rendszerint csodálják a másikat valamely kiemelkedő képessége vagy tulajdonsága miatt. A brománc során a barátok sok időt töltenek egymással, néha többet, mint a barátnőjükkel vagy feleségükkel.
A brománc elterjedését egy amerikai pszichológus a metroszexuális kultúra hatásának tulajdonítja, ami arra ösztönzi a férfiakat, hogy többet törődjenek önmagukkal, figyeljenek a testükre és nyíltabbak legyenek az érzelmeik kifejezése terén. A bromantikus vagyis szoros kapcsolatban lévő férfiak egymás felé könnyebben fejezik ki az érzelmeiket, akár fizikai megnyilvánulással (ölelés, sírás) is.
Létezik olyan kritika, mely szerint a brománc szót homoerotikus töltete különbözteti meg a barátság fogalmától. Ám a felek nemi irányultságától függetlenül szexualitás mentes "Plátói kapcsolatot" jelent a fogalom.

## Megjelenése a populáris kultúrában
A brománc népszerű téma Hollywoodban, ahol olyan filmek készültek a bromantikus férfibarátságokról, mint az Ünneprontók ünnepe, a Superbad, avagy miért ciki a szex? vagy a Spancserek.
Jelen van a televíziós sorozatok világában is, híres brománc-párosok például J.D. és Turk a Dokik című szitkomból, Ted és Barney az Így jártam anyátokkalból, valamint Dwight és Michael a The Office című sorozatból. A Doktor House című sorozat főszereplői közül House és barátja, Wilson doktor kapcsolatát is jellemezték már brománcként.
Az MTV Bromance címmel 2008-ban televíziós show-műsort indított, ahol a főszereplő versenyzők közül választotta ki a brománcbarátját.
A koreai popiparban a brománc a rajongók kiszolgálásának szerves része a férfi előadók körében, különösen a fiúegyüttesek esetében, ahol a rajongók a kedvenc párosításuknak (OTP: original true pairing) szurkolnak.

## A történelemben
Az újabban brománcnak nevezett jelenség, tehát a testvéri szeretetként megélt barátság, mindig is létezett. A Gilgames-eposz is erről tanúskodik Gilgamesnek Enkidu iránt érzett megrendítő barátságát írva le. A kereszténységben a fraternitások adtak neki formális keretet, Schiller Örömódájában pedig mindenkit egyesít a testvériség.